# Mao Tsé-Tung
Mao Tsé-Tung, em chinês tradicional: 毛澤東; chinês simplificado: 毛泽东; Mao Tsé-Tung pela transliteração Wade–Giles, ou Mao Zedong, pela pinyin; (Shaoshan, 26 de dezembro de 1893 – Pequim, 9 de setembro de 1976) foi um político, teórico, líder comunista e revolucionário chinês. Liderou a Revolução Chinesa e foi o arquiteto e fundador da República Popular da China, governando o país desde a sua criação em 1949 até sua morte em 1976. Sua contribuição teórica para o marxismo-leninismo, estratégias militares, e suas políticas comunistas são conhecidas coletivamente como maoísmo.
Mao chegou ao poder comandando a Longa Marcha, formando uma frente unida com Kuomintang (KMT) durante a Guerra Sino-japonesa para repelir uma invasão japonesa, e posteriormente conduzindo o Partido Comunista Chinês até à vitória contra o generalíssimo Chiang Kai-shek do KMT na Guerra Civil Chinesa. Mao restabeleceu o controle central sobre os territórios fraturados da China, com exceção de Taiwan, e com sucesso suprimiu os opositores da nova ordem. Ele promulgou uma reforma agrária, derrubou latifundiários antes de tomar suas grandes propriedades e dividir as terras em comunas populares. O triunfo definitivo do Partido Comunista aconteceu depois de décadas de turbulência na China, que incluiu uma invasão brutal pelo Japão (Segunda Guerra Sino-Japonesa) e uma prolongada guerra civil. O Partido Comunista de Mao finalmente atingiu um grau de estabilidade na China, apesar do seu período no governo ser marcado pela crise de eventos como o Grande Salto em Frente e a Revolução Cultural, com seus esforços para fechar a China ao comércio de mercado e erradicar a cultura tradicional chinesa, o que tem sido amplamente rejeitado pelos seus sucessores.
Mao se intitulava "O Grande Timoneiro" e partidários continuam a sustentar que ele foi responsável por uma série de mudanças positivas que vieram à China durante seu governo de três décadas. Estas incluíram a duplicação da população escolar, proporcionando a habitação universal, abolindo o desemprego e a inflação, aumentando o acesso dos cuidados a saúde, e elevando drasticamente a expectativa de vida. O seu Partido Comunista ainda domina na China continental, detém o controle dos meios de comunicação e da educação e oficialmente celebra o seu legado. Como resultado desses fatores, Mao ainda possui alta consideração por muitos chineses como um grande estrategista político, mentor militar e "salvador da nação". Os maoístas também divulgam seu papel como um teórico, estadista, poeta e visionário, e os antirrevisionistas continuam a defender a maioria de suas políticas. Em 1950, ele enviou o Exército de Libertação Popular para o Tibete para impor a reivindicação da China na região do Himalaia; esmagou uma revolta ali em 1959; e em 1962, Mao lançou a Guerra sino-indiana. Na política externa, Mao apoiou a "revolução mundial" e, inicialmente, procurou alinhar a China com a União Soviética de Josef Stalin, o envio de forças para a Guerra da Coreia e a Primeira Guerra da Indochina, bem como auxiliando movimentos comunistas na Birmânia, Camboja, e em outros países. A China e a União Soviética divergiram após a morte de Stalin, e pouco antes da morte de Mao, a China começou sua abertura comercial com o Ocidente.
Mao continua sendo uma figura controversa na atualidade, com um legado importante e igualmente contestado. Muitos chineses acreditam também que, através de suas políticas, ele lançou os fundamentos econômicos, tecnológicos e culturais da China moderna, transformando o país de uma ultrapassada sociedade agrária em uma grande potência mundial. Além disso, Mao é visto por muitos como um poeta, filósofo e visionário. Como consequência, seu retrato continua a ser caracterizado na Praça Tiananmen e em todos as notas Renminbi.
Inversamente, no Ocidente, Mao é acusado de com seus programas sociais e políticos, como o Grande Salto Adiante e a Revolução Cultural, de causar grave fome e danos a cultura, sociedade e economia da China. Embora Mao tenha incentivado o crescimento populacional e a população chinesa quase tenha duplicado durante o período de sua liderança (de cerca de 550 a mais de 900 milhões), suas políticas e os expurgos políticos de seu governo entre 1949 a 1976, provocaram a morte em massa de 50 a 80 milhões de pessoas. A fome severa durante a Grande Fome Chinesa, o suicídio em massa, como resultado das Campanhas Três-Anti e Cinco-Anti, e perseguição política durante a reforma agrária chinesa, movimento Zhen Fan, movimento Sufan, Campanha Antidireitista e Campanha de Educação Socialista resultaram em um grande número de mortes. Suas campanhas e suas variadas consequências catastróficas são posteriormente culpadas por danificar a cultura chinesa e a sociedade, como as relíquias históricas que foram destruídas e os locais religiosos que foram saqueados. Apesar dos objetivos declarados de Mao de combater a burocracia, incentivar a participação popular e sublinhar na China a autoconfiança serem geralmente vistos como louváveis e a rápida industrialização, que começou durante o governo de Mao, é reconhecida por estabelecer bases para o desenvolvimento da China no final do século XX, os duros métodos que ele usou para persegui-los, incluindo tortura e execuções, têm sido amplamente repreendidos como sendo cruéis e autodestrutivos. Desde que Deng Xiaoping assumiu o poder em 1978, muitas políticas maoístas foram abandonadas em favor de reformas econômicas.
Mao é visto como uma das figuras mais influentes na história do mundo moderno, e foi nomeado pela revista Time como uma das cem personalidades mais influentes do século XX.

## Juventude

### Juventude e a Revolução Xinhai: 1893–1911

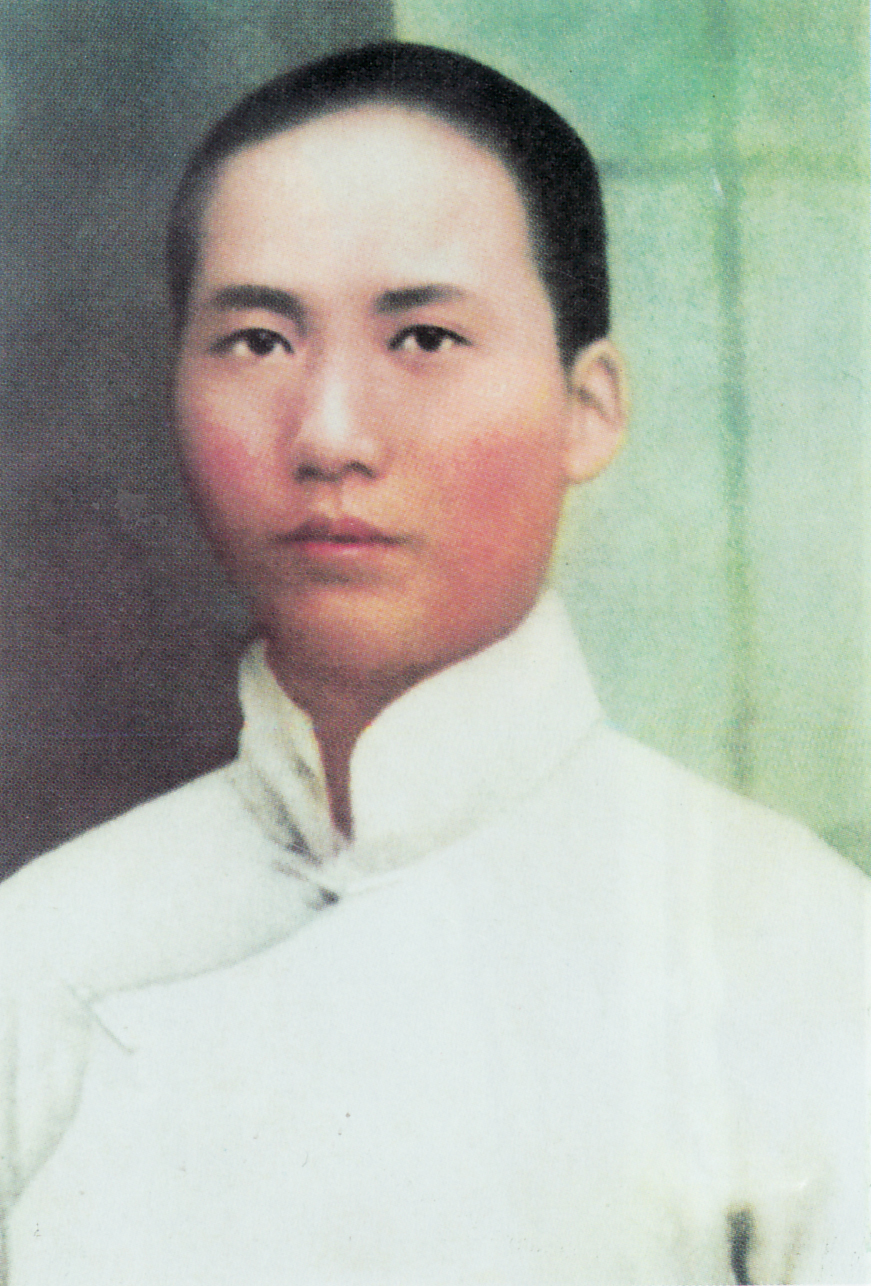
Mao na década de 1910

Mao nasceu a 26 de dezembro de 1893, na aldeia de Shaoshan, Hunan. O seu pai, Mao Yichang, era um camponês, anteriormente empobrecido, que se tinha tornado um dos agricultores mais ricos de Shaoshan. Crescendo em Hunan rural, Mao descreveu o seu pai como um disciplinador severo, que lhe batia e aos seus três irmãos, os rapazes Zemin e Zetan, bem como a uma rapariga adotada, Zejian. A mãe de Mao, Wen Qimei, era uma budista devota que tentava temperar a atitude rigorosa do seu marido. Mao também se tornou budista, mas abandonou esta fé no meio da adolescência. Aos 8 anos, Mao foi enviado para a Escola Primária de Shaoshan. Aprendendo os sistemas de valores do confucionismo, admitiu mais tarde que não gostava dos textos clássicos chineses que pregavam a moral confucionista, preferindo romances clássicos como o Romance dos Três Reinos e a Margem da Água. Aos 13 anos, Mao terminou o ensino primário, e o seu pai uniu-o num casamento arranjado com Luo Yixiu de 17 anos, unindo assim as suas famílias proprietárias de terras. Mao recusou-se a reconhecê-la como sua esposa, tornando-se um crítico feroz do casamento arranjado e mudando-se temporariamente. Luo perdeu o respeito da comunidade, e morreu em 1910.

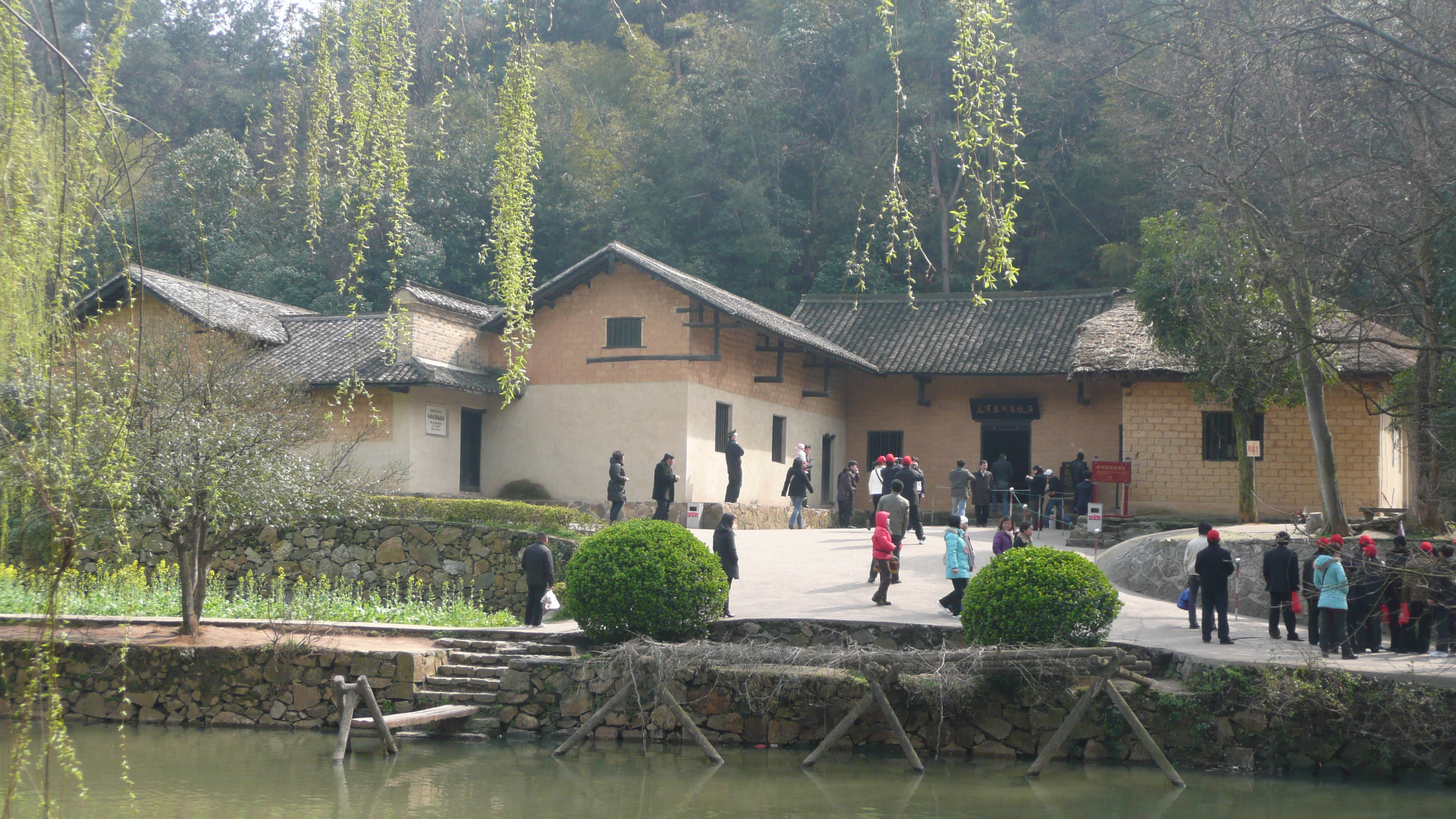
A casa de infância de Mao Tsé-Tung, em Shaoshan, em 2010

Enquanto trabalhava na quinta do seu pai, Mao lia vorazmente e desenvolveu uma "consciência política" da brochura de Zheng Guanying que lamentava a deterioração do poder chinês e defendia a adoção de uma democracia representativa. Interessado em história, Mao inspirava-se na proeza militar e no fervor nacionalista de George Washington e Napoleão Bonaparte. As suas opiniões políticas foram moldadas pelos protestos liderados pelos Gelaohui, que irromperam após uma fome em Changsha, a capital de Hunan; Mao apoiou as reivindicações dos manifestantes. As forças armadas suprimiram os dissidentes e executaram os seus líderes. A fome espalhou-se por Shaoshan, onde camponeses famintos apreenderam os cereais do seu pai. Ele desaprovou as suas ações como moralmente erradas, mas reivindicou simpatia pela sua situação. Aos 16 anos, Mao mudou-se para uma escola primária superior na vizinha Dongshan, onde sofreu bullying pela sua origem camponesa.
Em 1911, Mao iniciou a escola secundária em Changsha. O sentimento revolucionário era forte na cidade, onde havia uma animosidade generalizada em relação à monarquia absoluta do Imperador Pu Yi e muitos defendiam o republicanismo. A figura do republicano era Sun Yat-sen, um cristão de formação americana que liderava a sociedade Tongmenghui. Em Changsha, Mao foi influenciado pelo jornal de Sun, A Independência do Povo (Minli bao), e apelou que Sun se tornasse presidente num ensaio escolar. Como símbolo de rebelião contra o monarca manchu, Mao e um amigo cortaram as suas tranças de rabicho, um sinal de subserviência ao imperador.
Inspirado pelo republicanismo de Sun, o exército revoltou-se em todo o sul da China, desencadeando a Revolução Xinhai. O governador de Changsha fugiu, deixando a cidade sob controlo republicano. Apoiando a revolução, Mao juntou-se ao exército rebelde como soldado raso, mas não esteve envolvido em combates. As províncias do norte permaneceram leais ao imperador, e na esperança de evitar uma guerra civil, Sun — proclamado "presidente provisório" pelos seus apoiantes — comprometeu-se com o general monárquico Yuan Shikai. A monarquia foi abolida, criando a República da China, mas o monarquista Yuan tornou-se presidente. A revolução terminou, Mao demitiu-se do exército em 1912, após seis meses como soldado. Por esta altura, Mao descobriu o socialismo a partir de um artigo de jornal; continuando a ler panfletos de Jiang Kanghu, o estudante fundador do Partido Socialista Chinês, Mao continuou interessado, mas não convencido.

### Quarta Escola Normal de Changsha: 1912–1919

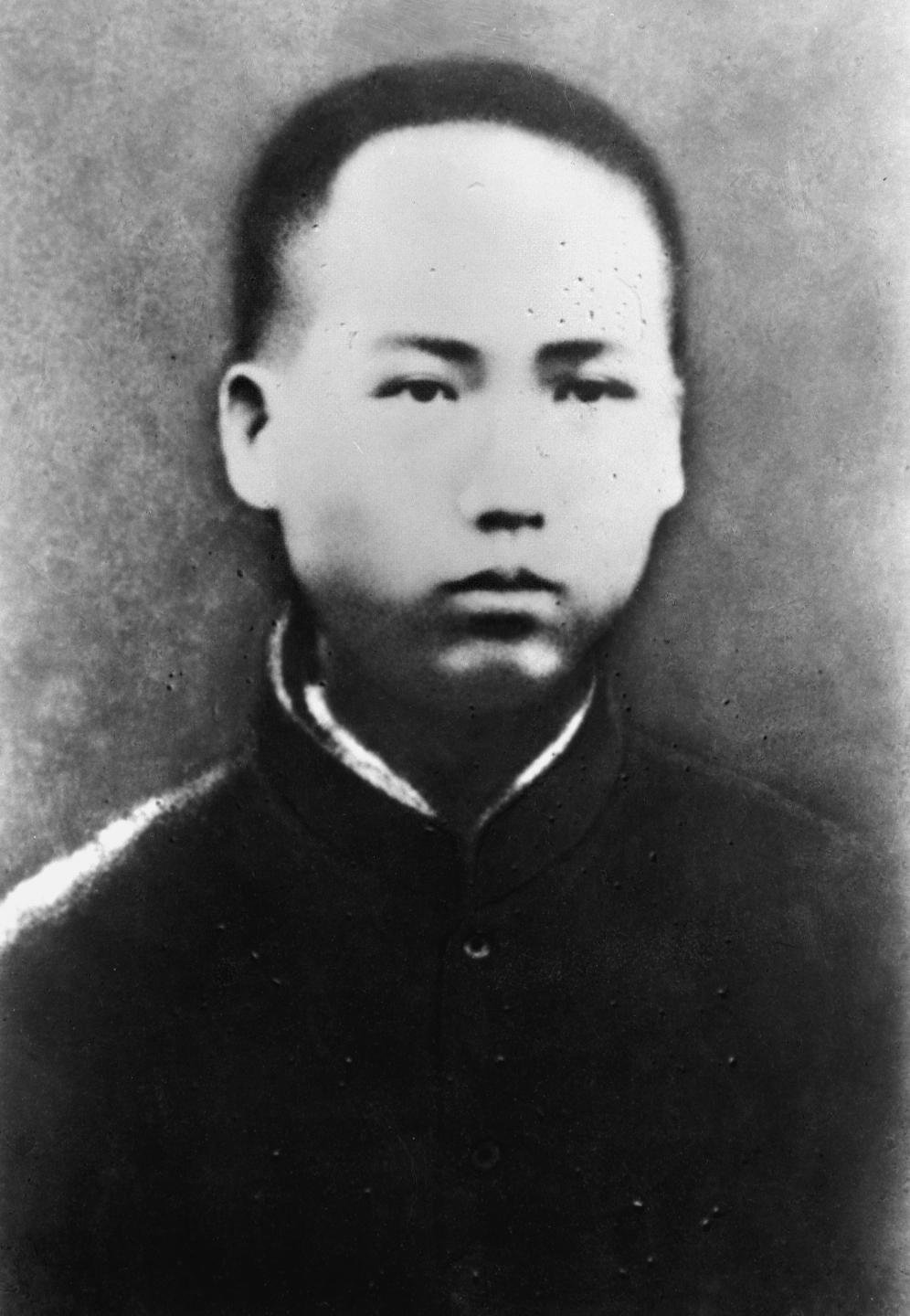
Mao em 1913

Nos anos seguintes, Mao Tsé-Tung matriculou-se e abandonou uma academia de polícia, uma escola de produção de sabão, uma escola de direito, uma escola de economia, e a escola secundária de Changsha gerida pelo governo. Estudando independentemente, passou muito tempo na biblioteca de Changsha, lendo obras fundamentais do liberalismo clássico, como A Riqueza das Nações de Adam Smith e O Espírito das Leis de Montesquieu, bem como as obras de cientistas e filósofos ocidentais, como Darwin, Mill, Rousseau e Spencer. Vendo-se a si próprio como um intelectual, anos mais tarde admitiu que, nesta altura, se achava melhor do que as pessoas trabalhadoras. Foi inspirado por Friedrich Paulsen, cuja ênfase liberal no individualismo levou Mao a acreditar que indivíduos fortes não estavam ligados por códigos morais, mas que deveriam lutar por um bem maior, e a conclusão que o "fim justifica os meios" do Consequencialismo. O seu pai não viu qualquer utilidade nas perseguições intelectuais do seu filho, que lhe cortou a mesada e o forçou a mudar-se para um albergue para indigentes.
Mao desejava tornar-se professor e inscrever-se na Quarta Escola Normal de Changsha, que logo se fundiu com a Primeira Escola Normal de Hunan, amplamente vista como a melhor de Hunan. Como amigo de Mao, o professor Yang Changji instou-o a ler um jornal radical, Nova Juventude (Xin qingnian), a criação do seu amigo Chen Duxiu, um reitor da Universidade de Pequim. Embora fosse um defensor do nacionalismo chinês, Chen argumentou que a China deve olhar para o Ocidente para se purificar da superstição e da autocracia. No seu primeiro ano escolar, Mao fez amizade com uma aluna mais velha, Xiao Zisheng; juntos fizeram um passeio a pé por Hunan, mendigando e escrevendo dísticos literários para obterem comida.
Um estudante popular, em 1915, Mao foi eleito secretário da Sociedade de Estudantes. Organizou a Associação para o Autogoverno Estudantil e liderou protestos contra as regras da escola. Mao publicou o seu primeiro artigo na revista Nova Juventude em abril de 1917, instruindo os leitores a aumentarem a sua força física para servir a revolução. Juntou-se à Sociedade para o Estudo de Wang Fuzhi (Chuan-shan Hsüeh-she), um grupo revolucionário fundado por intelectuais de Changsha que desejavam emular o filósofo Wang Fuzhi. Na primavera de 1917, foi eleito para comandar o exército de estudantes voluntários, criado para defender a escola dos soldados saqueadores. Cada vez mais interessado nas técnicas de guerra, ele interessou-se profundamente pela Primeira Guerra Mundial, e começou também a desenvolver um sentido de solidariedade para com os trabalhadores. Mao empreendeu feitos de resistência física com Xiao Zisheng e Cai Hesen, e com outros jovens revolucionários formaram a Renovação da Sociedade de Estudos Popular em abril de 1918 para debater as ideias de Chen Duxiu. Desejando uma transformação pessoal e social, a Sociedade ganhou 70–80 membros, muitos dos quais se juntariam mais tarde ao Partido Comunista. Mao graduou-se em junho de 1919, ficando em terceiro lugar no ano.

## Atividade revolucionária inicial

### Pequim, anarquismo, e marxismo: 1917–1919

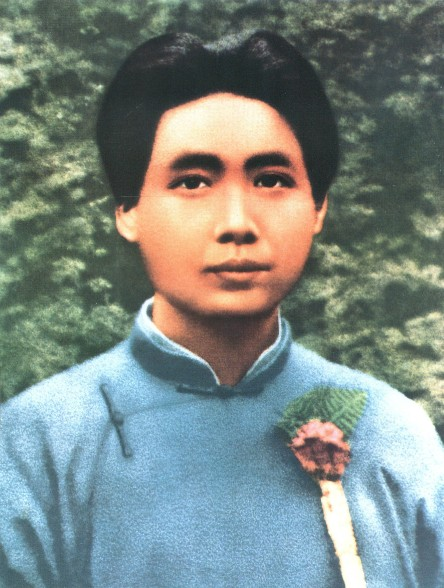
Mao em 1924

Mao mudou-se para Pequim, onde o seu mentor Yang Changji aceitara um emprego na Universidade de Pequim. Yang achou Mao excecionalmente "inteligente e bonito", assegurando-lhe um emprego como assistente do bibliotecário universitário Li Dazhao, que se tornaria um dos primeiros comunistas chineses. Li foi autor de uma série de artigos na Nova Juventude sobre a Revolução de Outubro na Rússia, durante a qual o Partido Bolchevique, sob a liderança de Vladimir Lénine, tomou o poder. Lénine foi um defensor da teoria sócio-política do marxismo, desenvolvida inicialmente pelos sociólogos alemães Karl Marx e Friedrich Engels, e os artigos de Li acrescentaram o marxismo às doutrinas do movimento revolucionário chinês. Tornando-se "cada vez mais radical", Mao foi inicialmente influenciado pelo anarquismo de Piotr Kropotkin, que era a doutrina radical mais proeminente da época. Anarquistas chineses, como Cai Yuanpei, Chanceler da Universidade de Pequim, apelaram à completa revolução social nas relações sociais, estrutura familiar, e igualdade das mulheres, em vez da simples mudança na forma de governo exigida por revolucionários anteriores. Juntou-se ao Grupo de Estudos de Li e "desenvolveu-se rapidamente para o marxismo" durante o inverno de 1919.
Recebendo um salário baixo, Mao viveu numa sala apertada com outros sete estudantes hunaneses, mas acreditava que a beleza de Pequim oferecia "uma compensação vívida e viva". Na universidade, Mao foi desdenhado por outros estudantes devido ao seu sotaque rural Hunanês e à sua posição humilde. Juntou-se às Sociedades de Filosofia e Jornalismo da universidade e participou em palestras e seminários de Chen Duxiu, Hu Shih, e Qian Xuantong. O tempo de Mao em Pequim terminou na primavera de 1919, quando viajou para Xangai com amigos que se preparavam para partir para França. Ele não regressou a Shaoshan, onde a sua mãe estava em estado terminal. Ela morreu em outubro de 1919 e o seu marido em janeiro de 1920.

### Nova Cultura e protestos políticos, 1919–1920
A 4 de maio de 1919, estudantes em Pequim reuniram-se na Praça da Paz Celestial para protestar contra a fraca resistência do governo chinês à expansão japonesa na China. Os patriotas ficaram indignados com a influência dada ao Japão nas Vinte e Uma Exigências em 1915, com a cumplicidade do governo de Beiyang de Duan Qirui, e com a traição da China no Tratado de Versalhes, em que o Japão foi autorizado a receber territórios em Shandong que tinham sido rendidos pela Alemanha. Estas manifestações incendiaram o Movimento Quatro de Maio a nível nacional e alimentaram o Movimento da Nova Cultura, que culpou as derrotas diplomáticas da China pelo atraso social e cultural.
Em Changsha, Mao começara a ensinar história na Escola Primária de Xiuye e a organizar protestos contra o governador pró-Duan da província de Hunan, Zhang Jingyao, popularmente conhecido como "Zhang o Venenoso" devido ao seu governo corrupto e violento. No final de Maio, Mao cofundou a Associação de Estudantes Hunaneses com He Shuheng e Deng Zhongxia, organizando uma greve estudantil para junho e em julho de 1919 iniciou a produção de uma revista semanal radical, Revista Xiang River (Xiangjiang pinglun). Usando linguagem vernácula que seria compreensível para a maioria da população chinesa, defendeu a necessidade de uma "Grande União das Massas Populares", reforçando os sindicatos capazes de realizar uma revolução não violenta. As suas ideias não eram marxistas, mas fortemente influenciadas pelo conceito de ajuda mútua de Kropotkin.

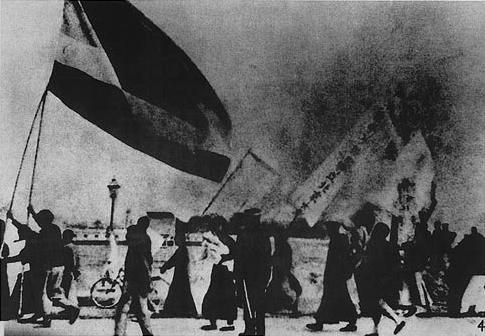
Estudantes em Pequim em manifestação durante o Movimento de 4 de Maio

Zhang proibiu a Associação de Estudantes, mas Mao continuou a publicar após assumir a redação da revista liberal Nova Hunan (Xin Hunan) e ofereceu artigos no popular jornal local Justiça (Ta Kung Po). Vários destes defenderam opiniões feministas, apelando à libertação das mulheres na sociedade chinesa; Mao foi influenciado pelo seu casamento arranjado forçado. Em dezembro de 1919, Mao ajudou a organizar uma greve geral em Hunan, assegurando algumas concessões, mas Mao e outros líderes estudantis sentiram-se ameaçados por Zhang, e Mao regressou a Pequim, visitando Yang Changji, em estado de doença terminal. Mao descobriu que os seus artigos tinham alcançado um nível de fama entre o movimento revolucionário, e começou a solicitar apoio para derrubar Zhang. Ao deparar-se com literatura marxista recentemente traduzida por Thomas Kirkup, Karl Kautsky, e Marx e Engels — notoriamente o Manifesto Comunista — ele ficou sob a sua crescente influência, mas ainda era eclético nas suas opiniões.
Mao visitou Tianjin, Jinan e Qufu, antes de se mudar para Xangai, onde trabalhou como lavadeiro e conheceu Chen Duxiu, observando que a adoção do marxismo por Chen "impressionou-me profundamente no que foi provavelmente um período crítico na minha vida". Em Xangai, Mao conheceu um antigo professor seu, Yi Peiji, revolucionário e membro do Kuomintang (KMT), ou Partido Nacionalista Chinês, que estava a ganhar cada vez mais apoio e influência. Yi apresentou Mao ao General Tan Yankai, um membro sénior do KMT que mantinha a lealdade das tropas estacionadas ao longo da fronteira hunanesa com Guangdong. Tan estava a conspirar para derrubar Zhang, e Mao ajudou-o organizando os estudantes de Changsha. Em junho de 1920, Tan conduziu as suas tropas para Changsha, e Zhang fugiu. Na subsequente reorganização da administração provincial, Mao foi nomeado diretor da secção júnior da Primeira Escola Normal. Recebendo agora um bom rendimento, casou com Yang Kaihui no inverno de 1920.

### Fundação do Partido Comunista da China: 1921–1922

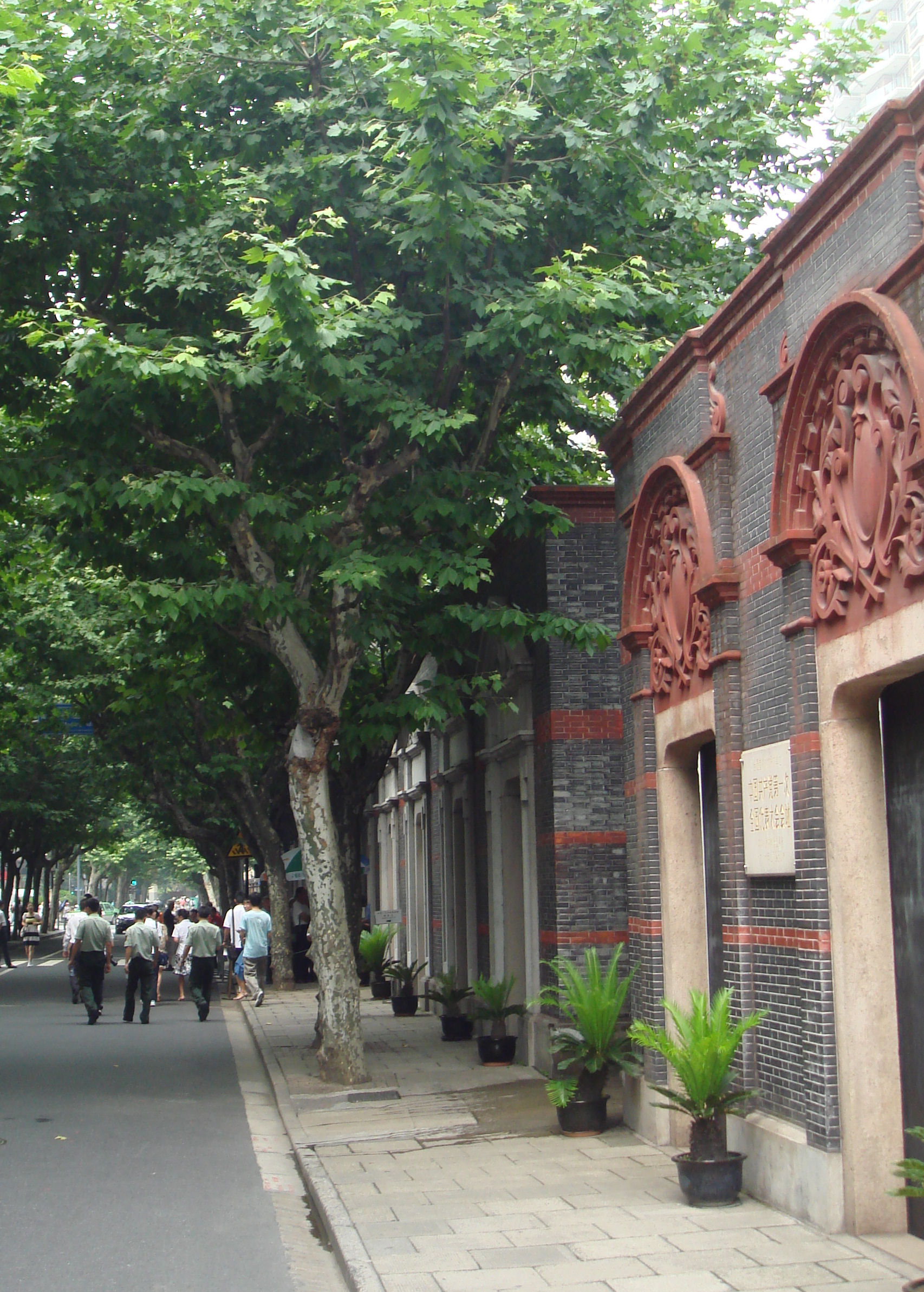
Local do Primeiro Congresso Nacional do Partido Comunista da China, em julho de 1921, Xintiandi, antiga Concessão Francesa de Xangai

O Partido Comunista da China foi fundado por Chen Duxiu e Li Dazhao na Concessão Francesa de Xangai em 1921 como uma sociedade de estudo e rede informal. Mao criou uma filial de Changsha, estabelecendo também uma filial do Corpo Socialista da Juventude e uma Sociedade Cultural do Livro que abriu uma livraria para propagar a literatura revolucionária em Hunan. Esteve envolvido no movimento pela autonomia de Hunan, na esperança de que uma constituição Hunanese aumentasse as liberdades civis e facilitasse a sua atividade revolucionária. Quando o movimento conseguiu estabelecer a autonomia provincial sob um novo senhor da guerra, Mao esqueceu-se do seu envolvimento. Em 1921, existiam pequenos grupos marxistas em Xangai, Pequim, Changsha, Wuhan, Guangzhou, e Jinan; foi decidido realizar uma reunião central, que começou em Xangai a 23 de julho de 1921. A primeira sessão do Congresso Nacional do Partido Comunista da China teve a participação de 13 delegados, incluindo Mao. Após as autoridades terem enviado um espião da polícia ao congresso, os delegados mudaram-se para um barco no Lago Sul, perto de Jiaxing, em Zhejiang, para escapar à deteção. Apesar da presença de delegados soviéticos e do Comintern, o primeiro congresso ignorou o conselho de Lénine de aceitar uma aliança temporária entre os comunistas e os "democratas burgueses" que também defendiam a revolução nacional; em vez disso, mantiveram-se fiéis à crença marxiana ortodoxa de que só o proletariado urbano poderia liderar uma revolução socialista.
Mao era agora secretário do partido para Hunan estacionado em Changsha, e para construir o partido aí, seguiu uma variedade de táticas. Em agosto de 1921, fundou a Universidade de Autoestudo, através da qual os leitores podiam ter acesso à literatura revolucionária, alojada nas instalações da Sociedade para o Estudo de Wang Fuzhi, um filósofo Hunanese da dinastia Qing que resistira ao Manchus. Juntou-se ao Movimento de Educação de Massas YMCA para combater o analfabetismo, embora tenha editado os manuais escolares para incluir os sentimentos radicais. Continuou a organizar os trabalhadores para fazerem greve contra a administração do Governador de Hunan Zhao Hengti. No entanto, as questões laborais continuaram a ser centrais. As bem-sucedidas e famosas Greves de Minas de Carvão de Anyuan [zh] dependiam tanto de estratégias "proletárias" como "burguesas". Liu Shaoqi, Li Lisan e Mao não só mobilizaram os mineiros, como formaram escolas e cooperativas e envolveram intelectuais locais, aristocratas, oficiais militares, mercadores, membros de gangue, e até mesmo o clero da igreja.
Mao alegou ter falhado o Segundo Congresso do Partido Comunista em Xangai, em julho de 1922, por ter perdido o endereço. Adotando o conselho de Lénine, os delegados concordaram com uma aliança com os "democratas burgueses" do KMT, para o bem da "revolução nacional". Os membros do Partido Comunista juntaram-se ao KMT, na esperança de empurrar a sua política para a esquerda. Mao concordou entusiasticamente com esta decisão, argumentando a favor de uma aliança entre as classes socioeconómicas da China. Mao era um anti-imperialista vocal e, nos seus escritos, criticou severamente os governos do Japão, Reino Unido e EUA, descrevendo este último como "o mais assassino dos carrascos".

### Colaboração com o Kuomintang: 1922–1927
No Terceiro Congresso do Partido Comunista em Xangai, em junho de 1923, os delegados reafirmaram o seu compromisso de trabalhar com o KMT. Apoiando esta posição, Mao foi eleito para o Comité do Partido, fixando residência em Xangai. No Primeiro Congresso do KMT, realizado em Guangzhou no início de 1924, Mao foi eleito membro suplente do Comité Executivo Central do KMT, e apresentou quatro resoluções para descentralizar o poder para gabinetes urbanos e rurais. O seu apoio entusiástico ao KMT valeu-lhe a suspeita de Li Li-san, o seu camarada de Hunan.
Em finais de 1924, Mao regressou a Shaoshan, talvez para se recuperar de uma doença. Descobriu que os camponeses estavam cada vez mais inquietos e alguns tinham apreendido terras de proprietários ricos para fundar comunas. Isto convenceu-o do potencial revolucionário do campesinato, uma ideia defendida pela esquerda do KMT, mas não pelos comunistas. Regressou a Guangzhou para dirigir o 6.º mandato do Instituto de Formação do Movimento Camponês (IFMC) do KMT, de maio a setembro de 1926. O IFMC de Mao treinou quadros e preparou-os para a atividade militante, levando-os através de exercícios de treino militar e levando-os a estudar textos básicos de esquerda. No inverno de 1925, Mao fugiu para Guangzhou após as suas atividades revolucionárias terem atraído a atenção das autoridades regionais de Zhao.

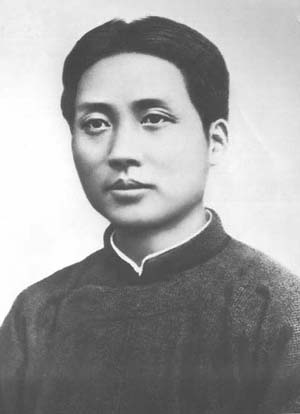
Mao Tsé-Tung na altura do seu trabalho no IFMC de Guangzhou em 1925, com 32 anos

Quando o líder partidário Sun Yat-sen morreu em maio de 1925, foi sucedido por Chiang Kai-shek, que lutou para marginalizar a esquerda do KMT e os comunistas. Mao apoiou, no entanto, o Exército Nacional Revolucionário de Chiang, que embarcou no ataque da Expedição do Norte em 1926 contra os senhores da guerra. Na sequência desta expedição, os camponeses revoltaram-se, apropriando-se da terra dos proprietários de terras ricas, que, em muitos casos, foram mortos. Tais revoltas enfureceram figuras superiores do KMT, que eram eles próprios proprietários de terras, enfatizando a crescente divisão de classe e ideológica no seio do movimento revolucionário.

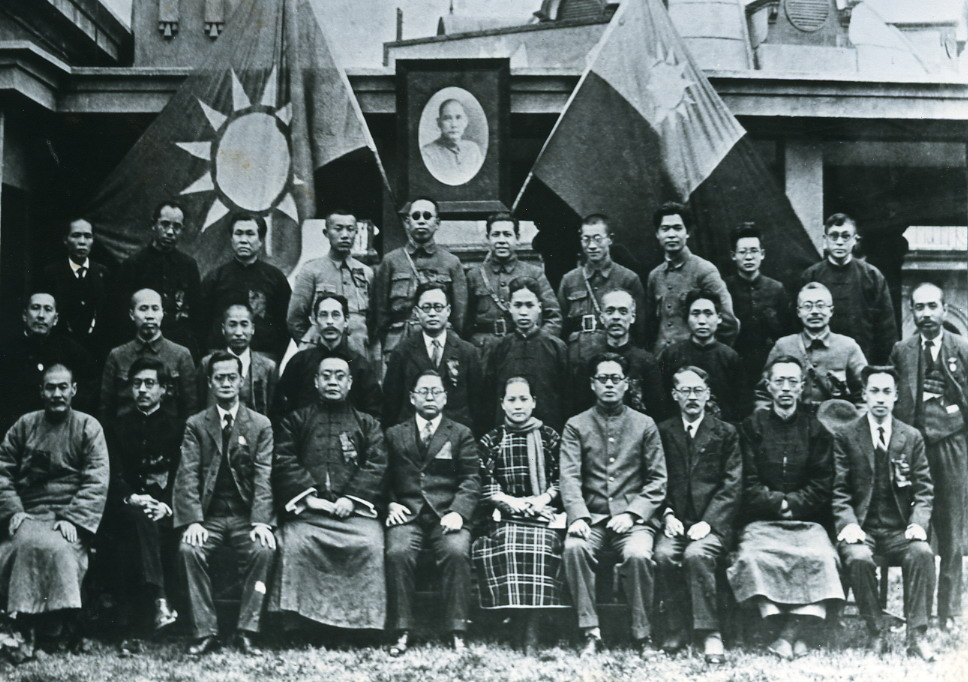
Terceiro Plenário do Comité Executivo Central do KMT, em março de 1927. Mao é o terceiro da direita na segunda fila

Em março de 1927, Mao apareceu no Terceiro Plenário do Comité Executivo Central do KMT em Wuhan, que procurou despojar o General Chiang do seu poder nomeando Wang Jingwei como líder. Lá, Mao desempenhou um papel ativo nas discussões relativas à questão camponesa, defendendo um conjunto de "Regulamentos para a Repressão dos Rufias Locais e da Má Nobreza Rural", que defendia a pena de morte ou prisão perpétua para qualquer pessoa considerada culpada de atividade contrarrevolucionária, argumentando que, numa situação revolucionária, "métodos pacíficos não são suficientes". Em abril de 1927, Mao foi nomeado para o Comité Central da Terra do KMT, com cinco membros, instando os camponeses a recusarem-se a pagar renda. Mao levou outro grupo a elaborar um "Projeto de Resolução sobre a Questão da Terra", que apelava ao confisco de terras pertencentes a "rufias locais e má nobreza rural, funcionários corruptos, militaristas e todos os elementos contrarrevolucionários das aldeias". Procedendo à realização de um "Sondagem de Terra", declarou que qualquer pessoa com mais de 30 mou (quatro acres e meio), constituindo 13% da população, era uniformemente contrarrevolucionária. Aceitou haver uma grande variação no entusiasmo revolucionário em todo o país, e que era necessária uma política flexível de redistribuição de terras. Apresentando as suas conclusões na reunião do Comité de Terras Alargadas, muitos manifestaram reservas, alguns acreditando que esta política foi longe demais, e outros que não foi suficientemente longe. Em última análise, as suas sugestões foram apenas parcialmente implementadas.

## Guerra Civil

### Nanchang e Revolta da Colheita de Outono: 1927

Bandeira do Exército Vermelho dos Operários e Camponeses da China

Fresco do sucesso da Expedição do Norte contra os senhores da guerra, Chiang virou-se contra os comunistas, que por esta altura já contavam com dezenas de milhares em toda a China. Chiang ignorou as ordens do governo do KMT de Wuhan e marchou sobre Xangai, uma cidade controlada por milícias comunistas. Enquanto os comunistas aguardavam a chegada de Chiang, ele desencadeou o Terror Branco, no Massacre de Xangai de 1927, massacrando 5000 com a ajuda da Gangue Verde. Em Pequim, 19 importantes comunistas foram mortos por Zhang Zuolin. Em maio, dezenas de milhares de comunistas e suspeitos de serem comunistas foram mortos, e o PCC perdeu cerca de 15 000 dos seus 25 000 membros.
O PCC continuou a apoiar o governo do KMT em Wuhan, uma posição que Mao apoiou inicialmente, mas na altura do Quinto Congresso do PCC mudou de ideias, decidindo apostar toda a esperança na milícia camponesa. A questão foi posta em causa quando o governo de Wuhan expulsou todos os comunistas do KMT a 15 de julho. O PCC fundou o Exército Vermelho dos Operários e Camponeses da China, mais conhecido como o Exército Vermelho, para combater Chiang. Um batalhão liderado pelo General Zhu De foi ordenado para tomar a cidade de Nanchang a 1 de agosto de 1927, no que ficou conhecido como a Revolta de Nanchang. Foram inicialmente bem sucedidos, mas foram forçados a recuar após cinco dias, marchando para sul até Shantou, e de lá foram conduzidos para o deserto de Fujian. Mao foi nomeado comandante-chefe do Exército Vermelho e liderou quatro regimentos contra Changsha na Revolta da Colheita de Outono, na esperança de desencadear revoltas de camponeses em Hunan. Na véspera do ataque, Mao compôs um poema — o mais antigo dos seus a sobreviver — intitulado "Changsha". O seu plano era atacar a cidade do KMT a partir de três direções a 9 de setembro, mas o Quarto Regimento desertou para a causa do KMT, atacando o Terceiro Regimento. O exército de Mao chegou a Changsha, mas não conseguiu aguentar; a 15 de setembro, aceitou a derrota e com 1000 sobreviventes marchou para leste até às montanhas Jinggang de Jiangxi.

### Base em Jinggangshan: 1927-1928
革命不是請客吃飯，不是做文章，不是繪畫繡花，不能那樣雅緻，那樣從容不迫，文質彬彬，那樣溫良恭讓。革命是暴動，是一個階級推翻一個階級的暴烈的行動。

A revolução não é o convite para um jantar, nem a composição de uma obra literária, nem a pintura de um quadro ou a confeção de um bordado, ela não pode ser assim tão refinada, calma e delicada, tão branda, tão afável e cortês, comedida e generosa. A revolução é uma insurreição, é um ato de violência pelo qual uma classe derruba a outra.

— Mao, Fevereiro de 1927
O Comité Central do PCC, escondido em Xangai, expulsou Mao das suas fileiras e do Comité Provincial de Hunan, como castigo pelo seu "oportunismo militar", pela sua concentração na atividade rural, e por ser demasiado indulgente com a "má aristocracia". No entanto, adotaram três políticas que ele há muito defendia: a formação imediata de conselhos de trabalhadores, o confisco de todas as terras sem isenção, e a rejeição do KMT. A resposta de Mao foi a de os ignorar. Ele estabeleceu uma base na cidade de Jinggangshan, uma área das montanhas Jinggang, onde uniu cinco aldeias como um estado autónomo, e apoiou o confisco de terras de proprietários ricos, que foram "reeducados" e por vezes executados. Assegurou-se de que não se realizavam massacres na região, e prosseguiu uma abordagem mais branda do que a defendida pelo Comité Central. Proclamou que "mesmo os coxos, os surdos e os cegos poderiam vir todos a ser úteis para a luta revolucionária", impulsionou o número do exército, incorporando dois grupos de bandidos no seu exército, construindo uma força de cerca de 1800 soldados. Estabeleceu regras para os seus soldados: obediência imediata às ordens, todos os confiscos deviam ser entregues ao governo, e nada devia ser confiscado aos camponeses pobres. Ao fazê-lo, ele moldou os seus homens numa força de combate disciplinada e eficiente.

敵進我退，

敵駐我騷，

敵疲我打，

敵退我追。

O inimigo avança, nós recuamos;

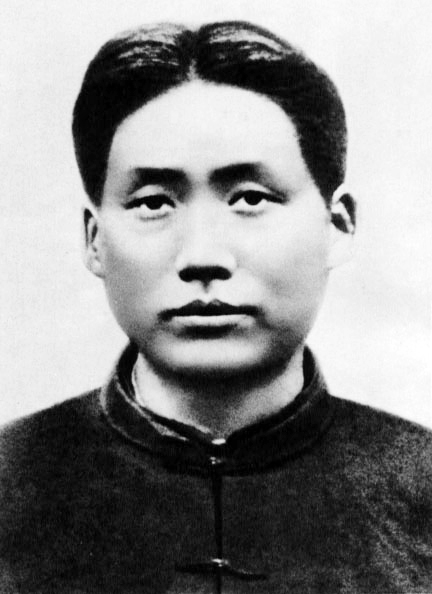
Mao em 1927

O inimigo imobiliza-se, nós flagelamos;

O inimigo esgota-se, nós golpeamos;

O inimigo retira-se, nós perseguimos

— O conselho de Mao no combate ao Kuomintang, 1928
Na primavera de 1928, o Comité Central ordenou às tropas de Mao para o sul de Hunan, na esperança de desencadear revoltas camponesas. Mao era cético, mas obedeceu. Chegaram a Hunan, onde foram atacados pelo KMT e fugiram após pesadas perdas. Entretanto, as tropas do KMT tinham invadido Jinggangshan, deixando-os sem uma base. Vagando pelo campo, as forças de Mao encontraram um regimento do PCC liderado pelo General Zhu De e Lin Biao; uniram-se, e tentaram retomar Jinggangshan. Foram inicialmente bem-sucedidos, mas o KMT contra-atacou, e empurrou o PCC de volta; nas semanas seguintes, travaram uma guerra de guerrilha entrincheirada nas montanhas. O Comité Central ordenou novamente a Mao que marchasse para o sul de Hunan, mas ele recusou, e permaneceu na sua base. Ao contrário, Zhu cumpriu, e conduziu os seus exércitos para longe. As tropas de Mao defenderam-se do KMT durante 25 dias, enquanto Mao deixava o acampamento à noite para encontrar reforços. Reuniu-se com o exército dizimado de Zhu, e juntos regressaram a Jinggangshan e voltaram à base. Lá, juntaram-se a eles um regimento KMT desertor e o Quinto Exército Vermelho de Peng Dehuai. Na zona montanhosa não conseguiram cultivar colheitas suficientes para alimentar todas as pessoas, o que levou à escassez de alimentos durante todo o inverno.

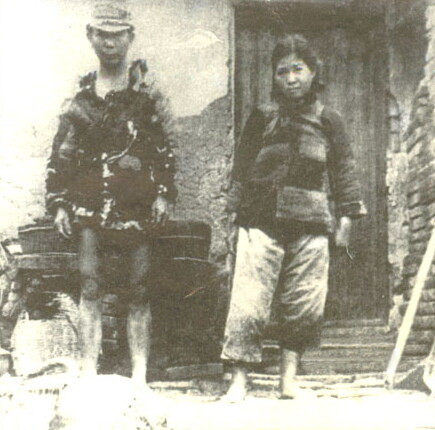
Revolucionários comunistas chineses na década de 1920

Em 1928, Mao conheceu e casou com He Zizhen, uma revolucionária de 18 anos com quem teve seis filhos.

### República Soviética da China em Jiangxi: 1929-1934

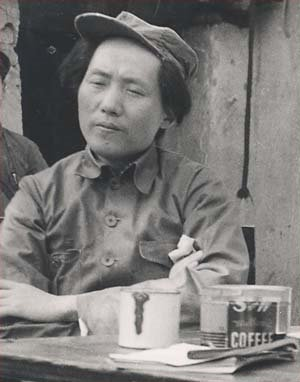
Mao em Yan'an

Em janeiro de 1929, Mao e Zhu evacuaram a base com 2000 homens e mais 800 fornecidos por Peng, e levaram os seus exércitos para sul, para a área à volta de Tonggu e Xinfeng em Jiangxi. A evacuação levou a uma queda de moral, e muitas tropas tornaram-se desobedientes e começaram a roubar; isto preocupou Li Lisan e o Comité Central, que viam o exército de Mao como lumpemproletariado, incapazes de partilhar consciência de classe proletária. De acordo com o pensamento marxiano ortodoxo, Li acreditava que só o proletariado urbano poderia liderar uma revolução bem sucedida, e via pouca necessidade das guerrilhas camponesas de Mao; ordenou a Mao que dissolvesse o seu exército em unidades a serem enviadas para espalhar a mensagem revolucionária. Mao respondeu que embora concordasse com a posição teórica de Li, não iria dissolver o seu exército nem abandonar a sua base. Tanto Li como Mao viram a revolução chinesa como a chave para a revolução mundial, acreditando que uma vitória do PCC provocaria o derrube do imperialismo global e do capitalismo. Nisto, discordaram da linha oficial do governo soviético e da Internacional Comunista. Oficiais em Moscovo desejavam um maior controlo sobre o PCC e retiraram Li do poder, chamando-o à Rússia para um inquérito sobre os seus erros. Substituíram-no por comunistas chineses de educação soviética, conhecidos como os "28 Bolcheviques", dois dos quais, Bo Gu e Zhang Wentian, assumiram o controlo do Comité Central. Mao discordou da nova liderança, acreditando que eles pouco apreendiam da situação chinesa, e logo emergiu como o seu principal rival.

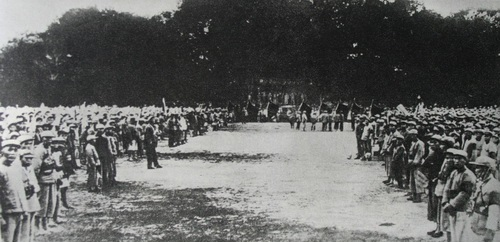
Desfile militar por ocasião da fundação de uma República Soviética chinesa em 1931

Em fevereiro de 1930, Mao criou o Governo Soviético da Província do Sudoeste de Jiangxi na região sob o seu controlo. Em novembro, sofreu um trauma emocional depois de a sua segunda esposa Yang Kaihui e irmã serem capturadas e decapitadas pelo general He Jian do KMT. Face a problemas internos, membros do Soviete de Jiangxi acusaram-no de ser demasiado moderado e, por conseguinte, antirrevolucionário. Em dezembro, tentaram derrubar Mao, resultando no incidente de Futian, durante o qual os fiéis a Mao torturaram e executaram entre 2000 e 3000 dissidentes. O Comité Central do PCC mudou-se para Jiangxi, que considerou ser uma área segura. Em novembro, proclamou Jiangxi como sendo a República Soviética da China, um estado independente governado por comunistas. Embora tenha sido proclamado Presidente do Conselho dos Comissários do Povo, o poder de Mao foi diminuído, dado que o seu controlo do Exército Vermelho foi atribuído a Zhou Enlai. Entretanto, Mao recuperou da tuberculose.
Os exércitos do KMT adotaram uma política de cerco e aniquilação dos exércitos Vermelhos. Ultrapassado em número, Mao respondeu com táticas de guerrilha influenciadas pelo trabalho de antigos estrategas militares como Sun Tzu, mas Zhou e a nova liderança seguiram uma política de confrontação aberta e de guerra convencional. Ao fazê-lo, o Exército Vermelho derrotou com sucesso o primeiro e segundo cerco. Indignado com o fracasso dos seus exércitos, Chiang Kai-shek chegou pessoalmente para liderar a operação. Também ele enfrentou recuos e retirou-se para lidar com as novas incursões japonesas na China. Como resultado da mudança de foco do KMT para a defesa da China contra o expansionismo japonês, o Exército Vermelho conseguiu expandir a sua área de controlo, acabando por englobar uma população de 3 milhões de habitantes. Mao prosseguiu com o seu programa de reforma agrária. Em novembro de 1931, anunciou o início de um "projeto de verificação de terras", que foi expandido em junho de 1933. Também orquestrou programas de educação e implementou medidas para aumentar a participação política feminina. Chiang viu os comunistas como uma ameaça maior que os japoneses e regressou a Jiangxi, onde iniciou a quinta campanha de cerco, que envolveu a construção de um "muro de fogo" de betão e arame farpado em redor do Estado, que foi acompanhado de bombardeamentos aéreos, aos quais as táticas de Zhou se revelaram ineficazes. Preso no interior, o moral entre o Exército Vermelho caiu à medida que os alimentos e os medicamentos tornaram-se escassos. A liderança decidiu evacuar.

### Grande Marcha: 1934–1935

Um mapa geral da Grande Marcha

A 14 de outubro de 1934, o Exército Vermelho rompeu a linha KMT no canto sudoeste do Soviete Jiangxi, em Xinfeng, com 85 000 soldados e 15 000 quadros do partido e embarcou na Grande Marcha. De modo a fazer a fuga, muitos dos feridos e doentes, assim como mulheres e crianças, foram deixados para trás, defendidos por um grupo de guerrilheiros que o KMT massacrou. Os 100 000 que escaparam dirigiram-se para o sul de Hunan, primeiro atravessando o rio Xiang após pesados combates, e depois o rio Wu, em Guizhou, onde tomaram Zunyi em janeiro de 1935. Descansando temporariamente na cidade, realizaram uma conferência; aqui, Mao foi eleito para um cargo de liderança, tornando-se Presidente do Politburo, e líder de facto tanto do Partido como do Exército Vermelho, em parte porque a sua candidatura foi apoiada pelo primeiro-ministro soviético Josef Stalin. Insistindo que eles operavam como força guerrilheira, ele traçou um destino: o Soviete de Shenshi em Shaanxi, no norte da China, de onde os comunistas podiam concentrar-se na luta contra os japoneses. Mao acreditava que ao concentrarem-se na luta anti-imperialista, os comunistas ganhariam a confiança do povo chinês, que por sua vez renunciariam ao KMT.
De Zunyi, Mao conduziu as suas tropas até à Loushan Pass, onde enfrentaram oposição armada, mas atravessaram o rio com sucesso. Chiang apressou-se para a zona para liderar os seus exércitos contra Mao, mas os comunistas ultrapassaram-no e atravessaram o rio Jinsha. Confrontados com a tarefa mais difícil de atravessar o rio Tatu, conseguiram-no travando uma batalha sobre a ponte Luding em maio, tomando Luding. Marchando através das cadeias montanhosas em torno de Ma'anshan, em Moukung, Szechuan Ocidental, encontraram o Quarto Exército da Frente PCC de Zhang Guotao, com 50 000 homens, e juntos prosseguiram para Maoerhkai e depois Gansu. Zhang e Mao discordaram sobre o que fazer; este último desejava prosseguir para Shaanxi, enquanto Zhang queria retirar-se para o Tibete ou Sikkim, longe da ameaça do KMT. Ficou acordado que seguiriam os seus caminhos separados, com Zhu De a juntar-se a Zhang. As forças de Mao seguiram para norte, através de centenas de quilómetros de prados, uma área de charco onde foram atacadas por tribos Manchu e onde muitos soldados sucumbiram à fome e à doença. Finalmente chegando a Shaanxi, combateram tanto a milícia KMT como uma milícia de cavalaria islâmica antes de atravessarem as Montanhas Min e o Monte Liupan e chegarem ao Soviete de Shenshi; apenas 7 000 a 8 000 sobreviveram. A Grande Marcha cimentou o estatuto de Mao como a figura dominante no partido. Em novembro de 1935, ele foi nomeado presidente da Comissão Militar. A partir deste momento, Mao tornou-se o líder incontestado do Partido Comunista, apesar de só se tornar presidente do partido em 1943.

### Aliança com o Kuomintang: 1935-1940

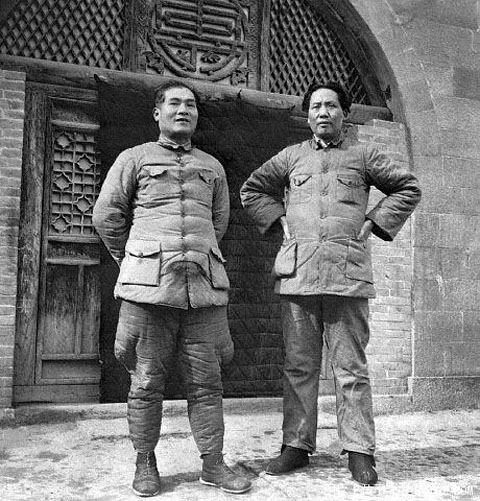
Zhang Guotao (à esquerda) e Mao Tsé-Tung, em Yan'an, 1937

As tropas de Mao chegaram ao Soviete de Yan'an durante outubro de 1935 e instalaram-se em Pao An, até à primavera de 1936. Enquanto lá estiveram, desenvolveram ligações com as comunidades locais, redistribuíram e cultivaram a terra, ofereceram tratamento médico, e iniciaram programas de alfabetização. Mao comandava agora 15 000 soldados, impulsionados pela chegada dos homens de He Long de Hunan e os exércitos de Zhu De e Zhang Guotao regressaram do Tibete. Em fevereiro de 1936, estabeleceram a Universidade do Exército Vermelho Antijaponês do Noroeste em Yan'an, através da qual treinaram um número crescente de novos recrutas. Em janeiro de 1937, iniciaram a "expedição antijaponesa", que enviou grupos de guerrilheiros para território controlado pelo Japão, para empreenderem ataques esporádicos. Em maio de 1937, realizou-se uma conferência comunista em Yan'an para discutir a situação. Os repórteres ocidentais chegaram também à "Região Fronteiriça" (como o Soviete fora rebatizado); os mais notáveis foram Edgar Snow, que utilizou as suas experiências como base para o livro Red Star Over China, e Agnes Smedley, cujos relatos chamaram a atenção internacional para a causa de Mao.

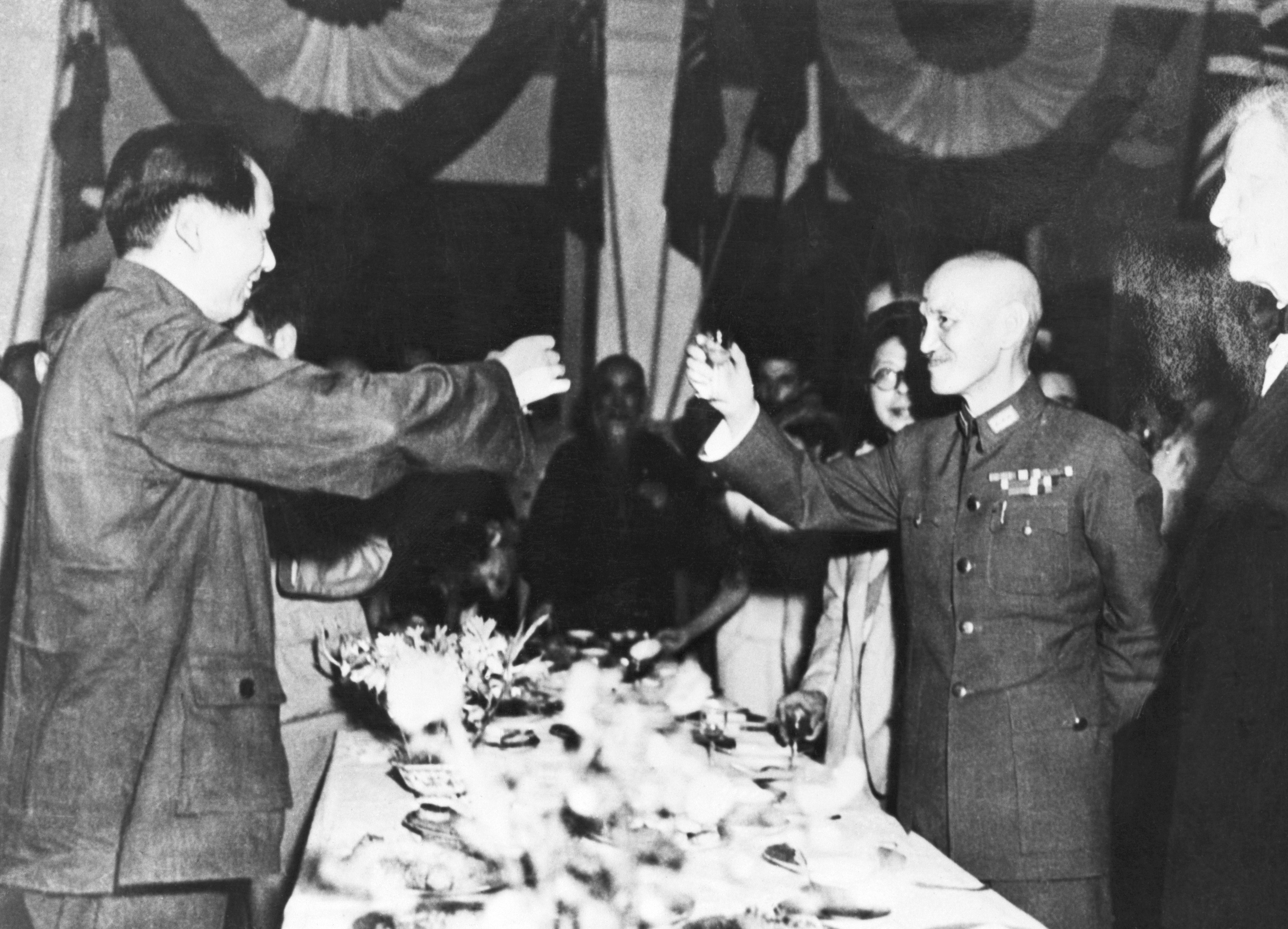
Num esforço para derrotar os japoneses, Mao (à esquerda) concordou em colaborar com Chiang (à direita)

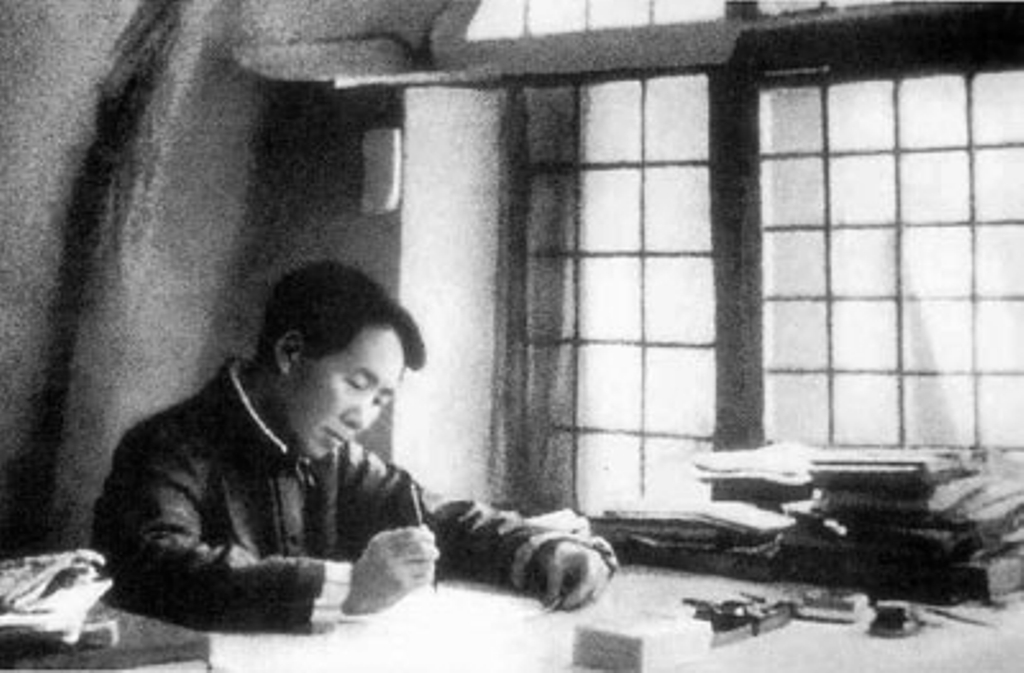
Mao em 1938, a escrever Sobre a Guerra Prolongada

Na grande marcha, a esposa de Mao He Zizen fora ferida por um estilhaço na cabeça. Ela viajou para Moscovo para tratamento médico; Mao procedeu ao divórcio e casou com uma atriz, Jiang Qing. Mao mudou-se para uma casa rupestre e passou grande parte do seu tempo a ler, a cuidar do seu jardim e a teorizar. Acabou por acreditar que só o Exército Vermelho era incapaz de derrotar os japoneses, e que um "governo de defesa nacional" liderado pelos comunistas deveria ser formado com o KMT e outros elementos "nacionalistas burgueses" para alcançar este objetivo. Embora desprezando Chiang Kai-shek como "traidor da nação", a 5 de maio, telegramou ao Conselho Militar do Governo Nacional de Nanking propondo uma aliança militar, uma linha de ação defendida por Estaline. Embora Chiang tencionasse ignorar a mensagem de Mao e continuar a guerra civil, foi preso por um dos seus próprios generais, Zhang Xueliang, em Xi'an, levando ao Incidente de Xi'an; Zhang forçou Chiang a discutir a questão com os comunistas, resultando na formação de uma Frente Unida com concessões de ambos os lados em 25 de dezembro de 1937.
Os japoneses capturaram Xangai e Nanquim (Nanjing) — resultando no massacre de Nanquim, uma atrocidade que Mao nunca falou de toda a sua vida — e empurravam o governo do Kuomintang para o interior de Xumquim. A brutalidade japonesa levou ao aumento do número de chineses que se juntaram à luta, e o Exército Vermelho cresceu de 50 000 para 500 000. Em agosto de 1938, o Exército Vermelho formou o Novo Quarto Exército e o Exército da Oitava Rota, que estavam nominalmente sob o comando do Exército Nacional Revolucionário de Chiang. Em agosto de 1940, o Exército Vermelho iniciou a Campanha dos Cem Regimentos, na qual 400 000 soldados atacaram os japoneses simultaneamente em cinco províncias. Foi um sucesso militar que resultou na morte de 20 000 japoneses, na rutura dos caminhos-de-ferro e na perda de uma mina de carvão. A partir da sua base em Yan'an, Mao escreveu vários textos para as suas tropas, incluindo Filosofia da Revolução, que ofereceu uma introdução à teoria marxista do conhecimento; Guerra Prolongada, que tratou de guerrilha e táticas militares móveis; e Nova Democracia, que apresentou ideias para o futuro da China.

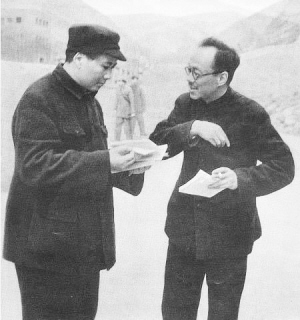
Mao com Kang Sheng em Yan'an, 1945

### Retomada da guerra civil: 1940-1949

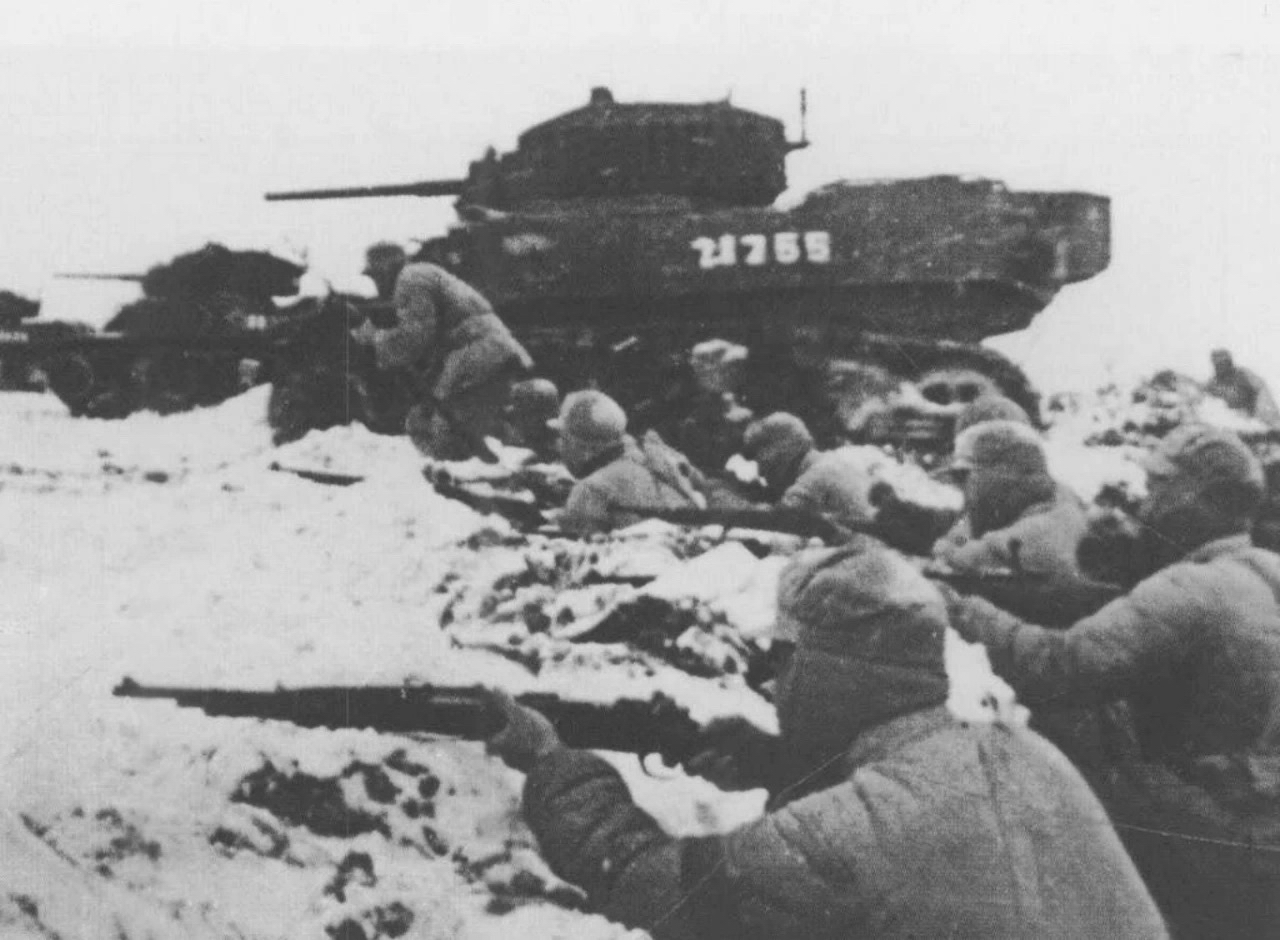
Tropas do ELP, apoiadas por tanques ligeiros M5 Stuart capturados, atacando as linhas nacionalistas em 1948

Em 1944, os Estados Unidos mandaram um enviado diplomático especial, chamado Missão Dixie, para o Partido Comunista da China. Os soldados estadunidenses que foram enviados para a missão ficaram favoravelmente impressionados. O partido parecia menos corrupto, mais unificado, e mais vigoroso na sua resistência ao Japão do que o Kuomintang. Os soldados confirmaram aos seus superiores que o partido era ao mesmo tempo forte e popular numa vasta área. No final da missão, os contactos que os EUA desenvolveram com o Partido Comunista da China levaram a muito pouco. Após o fim da Segunda Guerra Mundial, os EUA continuaram a sua assistência diplomática e militar a Chiang Kai-shek e às suas forças governamentais do KMT contra o Exército de Libertação do Povo (ELP) liderado por Mao Tsé-Tung durante a guerra civil e abandonaram a ideia de um governo de coligação que incluiria o PCC.
Em 1948, sob ordens diretas de Mao, o Exército de Libertação do Povo expulsou através de um cerco militar as forças do Kuomintang que ocupavam a cidade de Changchun. Acredita-se que pelo menos 160 000 civis tenham perecido durante o cerco, que durou de junho a outubro. A 21 de janeiro de 1949, as forças do Kuomintang sofreram grandes perdas em batalhas decisivas contra as forças de Mao. Na madrugada de 10 de dezembro de 1949, as tropas do PLA sitiaram Chongqing e Chengdu na China continental, e Chiang Kai-shek fugiu da China continental para Formosa (Taiwan).

## Liderança da China

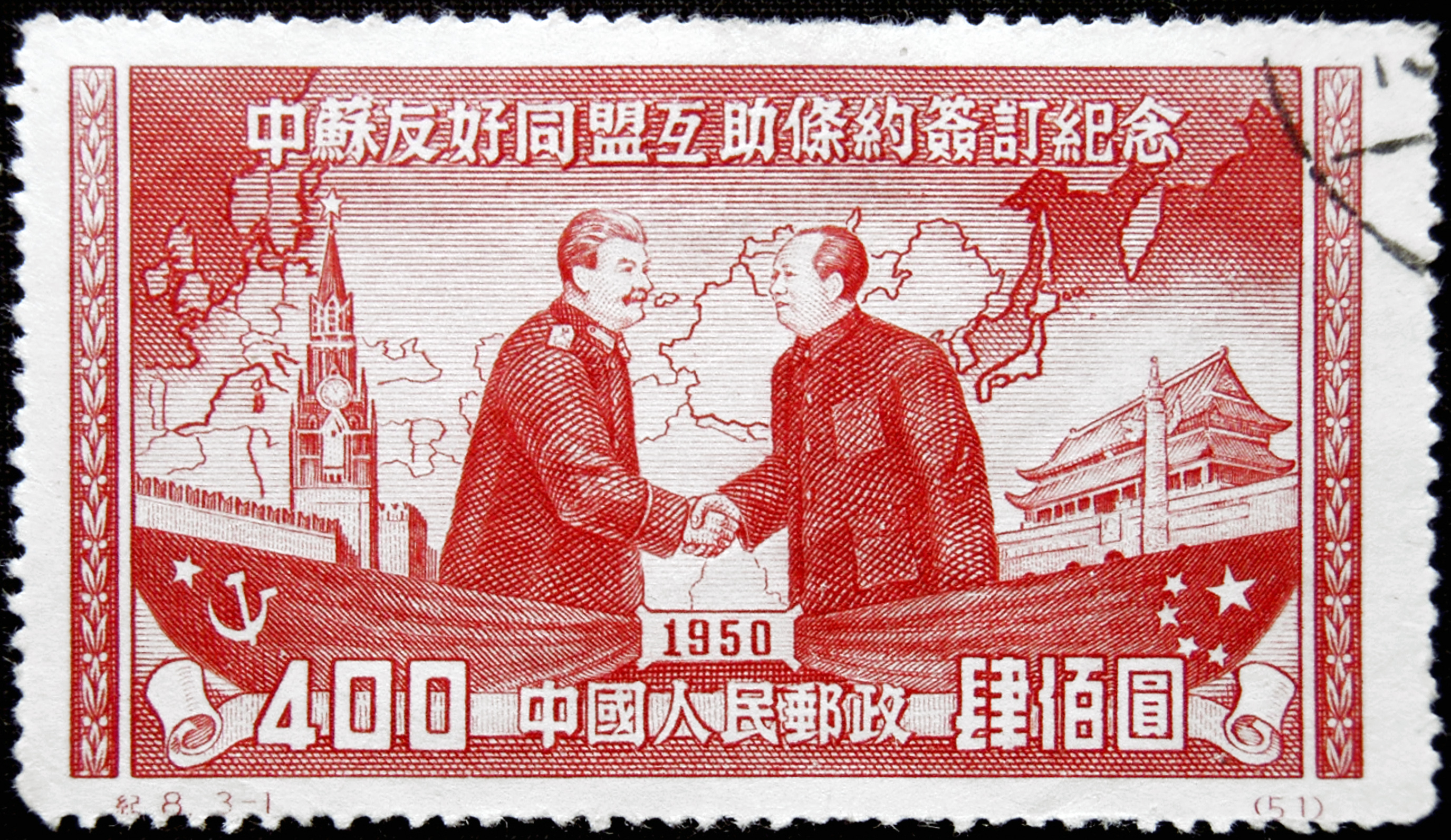
Selo de 1950, onde aparecem Mao Tsé-Tung e Josef Stalin (ver: Tratado de Amizade, Aliança e Assistência Mútua Sino-Soviético)

Mao Tsé-Tung cumprimenta o 14º Dalai-lama quatro dias antes do 1º Congresso Nacional do Povo (realizado em Pequim, em 11 de Setembro de 1954). Em algumas ocasiões o Dalai-lama declarou-se marxista, fazendo críticas ao capitalismo

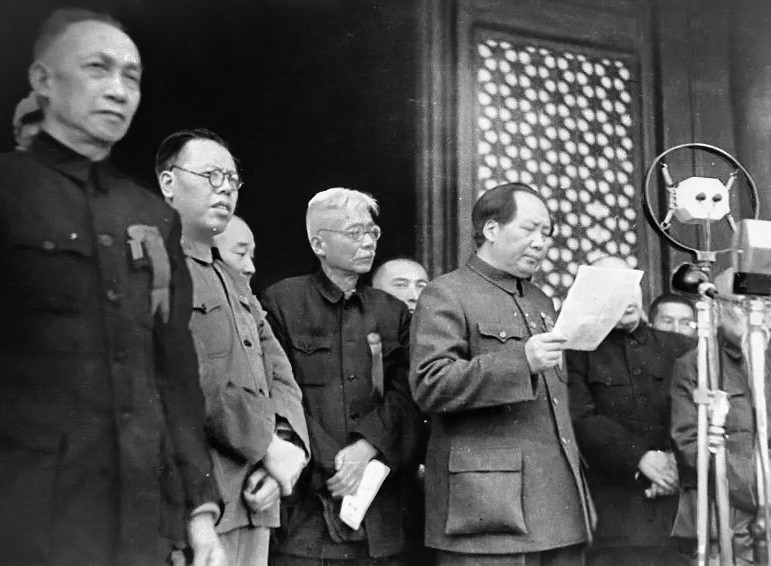
Mao proclamando a fundação da República Popular da China

Em 1 de Outubro de 1949, proclama na Praça Tiananmen, em Pequim, a República Popular da China; em Dezembro foi proclamado presidente da república.
Em 1954, após a promulgação da nova Constituição, Mao Tsé-Tung é reconduzido à presidência da República.
Após a consolidação do poder comunista, contrariando a linha soviética, Mao Tsé-Tung manteve-se fiel à ideia do desenvolvimento da luta de classes, tentando em vão, entre 1956 e 1957, na chamada Campanha das Cem Flores, dar-lhe novo impulso, através da liberdade de expressão, o que acabou em perseguição àqueles que criticaram o regime durante o breve período em que foram instados a fazê-lo.
Entre 1957 e 1958, iniciou uma política de desenvolvimento chamada de Grande Salto, baseado na industrialização associada à coletivização agrária. O "Grande Salto" pretendia tornar a República Popular da China uma nação desenvolvida e socialmente igualitária em tempo recorde, acelerando coletivização do campo e a industrialização urbana. O primeiro plano, inflexível, fez aumentar a superfície cultivada e o aumento da produção agrícola no país. O segundo (que tornou famoso o termo "Grande Salto Adiante") incentivou a industrialização. A iniciativa enfrentou muitos problemas, sobretudo no campo prático graças a secas, inundações, falta de pessoal técnico, o rompimento das relações com a União Soviética (com a consequente saída dos técnicos soviéticos do território chinês e a suspensão dos tratados económicos bilaterais), o deslocamento da mão de obra do campo para a indústria e a insuficiência de transporte ferroviário.
Na mesma época, também foi adotado o sistema de Comunas populares, onde foram criadas sociedades de um total de 20 mil pessoas. Cada uma das comunidades deveria produzir tudo do que precisasse: alimentos, roupas, calçados, ferramentas, além de possuir seus próprios moinhos, lavanderias comunitárias, postos de saúde, escola, centrais elétricas, etc.
Entre 1953 e 1958, houve o primeiro plano quinquenal chinês (reforma agrária, educação obrigatória e formação de cooperativas), em que foi formada a parceria com a União Soviética, governada na época por Nikita Kruchov, a qual exportava tecnologia para a República Popular da China. Porém, durante o período da Guerra Fria, chamado de coexistência pacífica, Nikita fez uma visita aos Estados Unidos, provocando um rompimento de suas relações com Mao Tsé-Tung. Esse plano representou, para a economia chinesa, o afastamento definitivo do modelo socialista soviético. Afastamento este que teve origem com a divulgação dos "Documentos Secretos" em que Nikita denunciava as práticas stalinistas.
Apesar disso, Mao Tsé-Tung continuou influente, como ficou claro na ruptura com a União Soviética, devido a profundas diferenças nas políticas interna e externa. O prestígio internacional de Mao Tsé-Tung não foi afetado, tornando-se, após a morte de Stálin, em 1953, a personalidade mais influente do comunismo internacional.

### A Revolução Cultural

Cumprimentando Richard Nixon, em 29 de fevereiro de 1972, durante a visita deste à China

A polêmica Revolução Cultural (1966-1969), empreendida por Mao Tsé-Tung com o apoio de sua esposa, Jiang Qing, destituiu os quadros do Partido Comunista Chinês, que queriam uma linha política e econômica mais moderada. Em 1968, Mao Tsé-tung destituiu Liu Shaoqi e, em 1971, tirou do poder seu sucessor, Lin Biao. Foram criados os guardas vermelhos, que se fundamentavam no chamado Livro Vermelho, que continha citações de Mao.
Mais tarde, apoiou a política de Zhou Enlai, consolidando o crescimento econômico e ultrapassando o isolamento da China. Em 1972, recebeu o presidente dos Estados Unidos, Richard Nixon, em Pequim. Em 1973, num artigo publicado pelo New York Times, o banqueiro estadunidense David Rockefeller fez elogios a Mao: (…) "Qualquer que tenha sido o preço da revolução chinesa, obviamente teve êxito não só produzindo uma administração mais dedicada e eficiente senão inclusive no fomento de uma alta moral e propósito comunitário". (…) "A experiência social na China, sob a liderança de Mao, é uma das mais importantes e bem-sucedidas na história humana". Nos últimos anos de vida, com a saúde seriamente afetada, caiu sob a influência da facção radical do partido (Bando dos Quatro), organizada em torno de Jiang Qing. Apesar da desmaoização iniciada após sua morte, Mao Tsé-Tung teve especial aceitação nos países do Terceiro Mundo como teórico da guerra popular revolucionária.

## Vida pessoal
A primeira experiência sexual de Mao ocorreu ainda na adolescência, no vilarejo de Shaoshan, na província de Hunan. Teve um romance juvenil com uma garota de doze anos. Em seus últimos anos, Mao gostava de relembrar essa iniciação e, em 1962, até providenciou para encontrar de novo a mulher com quem havia perdido a virgindade. Ela envelhecera, seus cabelos haviam branqueado. Mao lhe deu 2 mil iuanes e, depois que a idosa senhora se foi, comentou com melancolia: "Como está mudada!".
Mao casou-se pela primeira vez em 1908, aos 15 anos de idade, com uma mulher seis anos mais velha. Ela morreu em 1910, de causas desconhecidas.
Em 1921 Mao casou-se pela segunda vez, com Yang Kai-hui, que lhe deu dois filhos. Nenhum deles teve um final feliz: em 1930, Yang foi executada por partidários de Chiang Kai-shek. Os dois meninos escaparam para Xangai, onde tiveram que cuidar da própria sobrevivência pelas ruas. O mais novo, Anqing, desenvolveu uma doença mental que foi atribuída às pancadas que levou da polícia de Xangai, quando o prenderam por vadiagem. O mais velho, Anying, foi morto num ataque aéreo norte-americano durante a Guerra da Coreia.
Mao casou-se com Ho Tzu-chen logo após a morte de Yang, que lhe deu ao todo seis filhos. Apenas uma menina, Lin Min, sobreviveu. Mao divorciou-se de Ho em 1939, para casar-se com Chiang Ch'ing.
Encontra-se sepultado no Mausoléu de Mao Tsé-Tung, em Pequim, na China.

## Família
Seus antepassados foram:
- Mao Yichang (毛贻昌), nascido em Xiangtan em 15 de outubro de 1870, morreu em Shaoshan em 23 de janeiro de 1920), seu pai, nome de cortesia Mao Shunsheng (毛顺生) ou também conhecido como Mao Jen-sheng
- Wen Qimei (文七妹, nascida em Xiangxiang em 1867, morreu em 5 de outubro de 1919), sua mãe. Ela era analfabeta e uma budista devota. Era descendente de Wen Tianxiang.

### Esposas

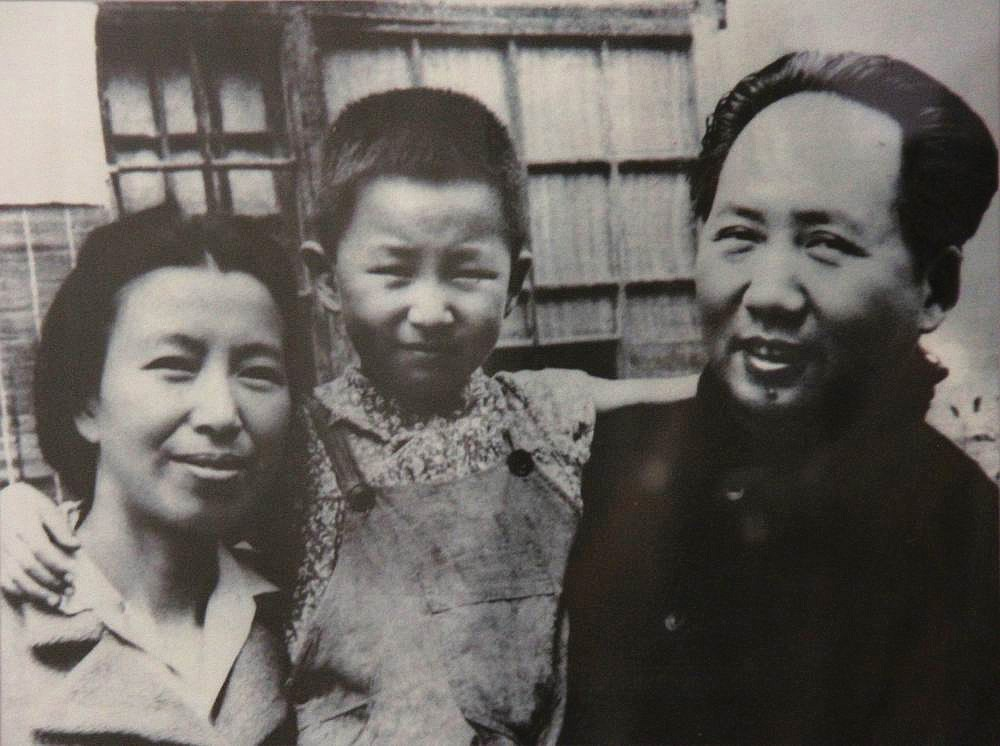
Mao com Jiang Qing e sua filha Li Nah por volta de 1940

Mao teve várias esposas que contribuíram para uma grande família. Estas foram:
1. Luo Yixiu (罗一秀, 20 de Outubro de 1889 – 1910) de Shaoshan: casada de 1907 a 1910;
2. Yang Kaihui (杨开慧, 1901–1930) de Changsha: casada de 1921 a 1927, executada pelo KMT em 1930; mãe de Mao Anying, Mao Anqing, e Mao Anlong;
3. He Zizhen (贺子珍, 1910–1984) de Jiangxi: casada de maio de 1928 a 1939; mãe de Mao Anhong, Li Min, e outras quatro crianças;
4. Jiang Qing: (江青, 1914–1991), casada de 1939 até a morte de Mao; mãe de Li Nah.

### Irmãos
Teve vários irmãos:
- Mao Zemin (毛泽民, 1895–1943), irmão mais novo, executado por um dos senhores da guerra da China;
- Mao Zetan (毛泽覃, 1905–1935), irmão mais novo, executado pelo KMT;
- Mao Zejian (毛泽建, 1905–1929), irmã adotiva, executada pelo KMT.

Os pais de Mao Tsé-Tung ao todo tiveram cinco filhos e duas filhas. Dois dos filhos e duas filhas morreram jovens, deixando três irmãos: Mao Tsé-Tung, Mao Zemin e Mao Zetan. Como todas as três esposas de Mao Tsé-Tung, Mao Zemin e Mao Zetan eram comunistas. Como Yang Kaihui, tanto Zemin quanto Zetan foram mortos na guerra durante a vida de Mao Tsé-Tung.
Note que o caracter ze (泽) aparece em todos os nomes dos irmãos citados. Esta é uma convenção de nomenclatura comum chinesa.
A partir da próxima geração, o filho de Zemin, Mao Yuanxin, foi criado pela família de Mao Tsé-tung. Ele se tornou colaborador de Mao Tsé-tung com o Politburo chinês em 1975. Fontes como Li Zhisui (The Private Life of Chairman Mao) dizem que ele desempenhou um papel nas últimas lutas pelo poder.

### Filhos
Mao Tsé-Tung teve um total de dez filhos, incluído:
- Mao Anying (毛岸英, 1922–1950): filho com Yang, casado com Liu Siqi (刘思齐), que nasceu Liu Songlin (刘松林), morto em ação durante a Guerra da Coreia;
- Mao Anqing (毛岸青, 1923–2007): filho com Yang, casado com Shao Hua (邵华), seu filho é Mao Xinyu (毛新宇), e neto Mao Dongdong;
- Mao Anlong (1927–1931): filho com Yang, morto durante a Guerra Civil Chinesa;
- Mao Anhong (b. 1932): filho com He, entregue para o irmão mais novo de Mao, Zetan, e depois para um dos guardas de Zetan, quando ele partiu para a guerra, nunca se ouviu falar dele novamente;
- Li Min (李敏, b. 1936): filha com He, casada com Kong Linghua (孔令华), cujo filho é Kong Ji'ning (孔继宁), e neto Kong Dongmei (孔冬梅);
- Li Na (李讷, Pinyin: Lĭ Nà, b. 1940): filha com Jiang (cujo nascimento deu nome de Li, um nome também usado por Mao enquanto estava fugindo do KMT), casada com Wang Jingqing (王景清), cujo filho é Wang Xiaozhi (王效芝).

A primeira e segunda filhas de Mao foram deixadas para os moradores locais, porque era muito perigoso criá-las enquanto lutava contra o Kuomintang e posteriormente contra os japoneses. Sua filha mais nova (nascida no início de 1938 em Moscou depois que Mao separou-se dela) e um outro filho (nascido em 1933) morreram na infância. Dois pesquisadores ingleses, que reconstituíram a rota inteira da Longa Marcha em 2002-2003 localizaram uma mulher que eles acreditam que poderia muito bem ser uma das crianças desaparecidas abandonadas por Mao aos camponeses em 1935. Ed Jocelyn e Andrew McEwen esperam que um membro da família Mao responderá aos pedidos de um teste de DNA.

## Ideologia maoísta
Uma das estratégias do regime implantado pelo Partido Comunista Chinês foi a propagação dos ideias de Mao.
Além do Livro Vermelho, de leitura incentivada nos tempos do poder, Mao Tsé-Tung produziu outras peças ideológicas, antes e depois de assumir o governo chinês (além dos excertos de seus discursos): Entretanto, o jornal espanhol El Mundo aponta que o verdadeiro autor do Livro Vermelho teria sido seu ajudante de ordens, Hu Qiaomu. O livro é composto de citações de outros livros de Mao Tsé-Tung e de discursos políticos.
- Sobre a Prática (《实践论》); 1937
- Sobre a Contradição (《矛盾论》); 1937
- Uma Nova democracia (《新民主主义论》); 1940
- Literatura e arte; 1942
- Guerra de guerrilhas (《论持久战》).
- O homem tolo que removeu as montanhas (《愚公移山》).
- Servir ao povo (《为人民服务》).